# 敏實科技大學

大華學校財團法人敏實科技大學，簡稱敏實科技大學、敏實科大，前身為大華科技大學，是位於臺灣新竹縣芎林鄉的私立科技大學，重心為人工智慧相關產業，現有人工智慧學院、智慧生活應用學院，共計有2院3系。

## 沿革
- 1967年 大華農業專科學校成立。
- 1991年 改名大華工商專科學校。
- 1997年 改制為大華技術學院。
- 2011年 向教育部申請改名新竹大華科技大學[4]，並獲准且予以籌備一年。

大華科技大學時期的校徽

- 2012年 改名大華科技大學，全名為大華學校財團法人大華科技大學。
- 2020年8月1日 汽車零部件國際大廠敏實集團在2019年入主大華科大後，改名為敏實科技大學，全名改名為大華學校財團法人敏實科技大學[5]

## 歷任校長

### 大華工專
- 趙楷
- 謝敏宗
- 陳天志
- 李保玉

### 大華技術學院
- 林傳槐
- 陳文洲

### 大華科技大學
- 石慶得
- 李右婷
- 張浣芸

### 敏實科技大學
- 張浣芸
- 王慧君
- 曾信超

## 校友

### 音樂
- 歌手賴銘偉：觀光管理系
- 歌手呂薔：商務暨觀光英語系

### 政治
- 鄭永金 電機科：曾任立法委員、新竹縣縣長、新竹縣議會議員及議長、台灣省諮議會議長

## 参閲
- 臺灣大專院校退場
- 發展典範科技大學計畫
- 獎勵大學教學卓越計畫
- 芎林鄉

## 外部連結
- 敏實科技大學 （页面存档备份，存于）